# Lulu Santos

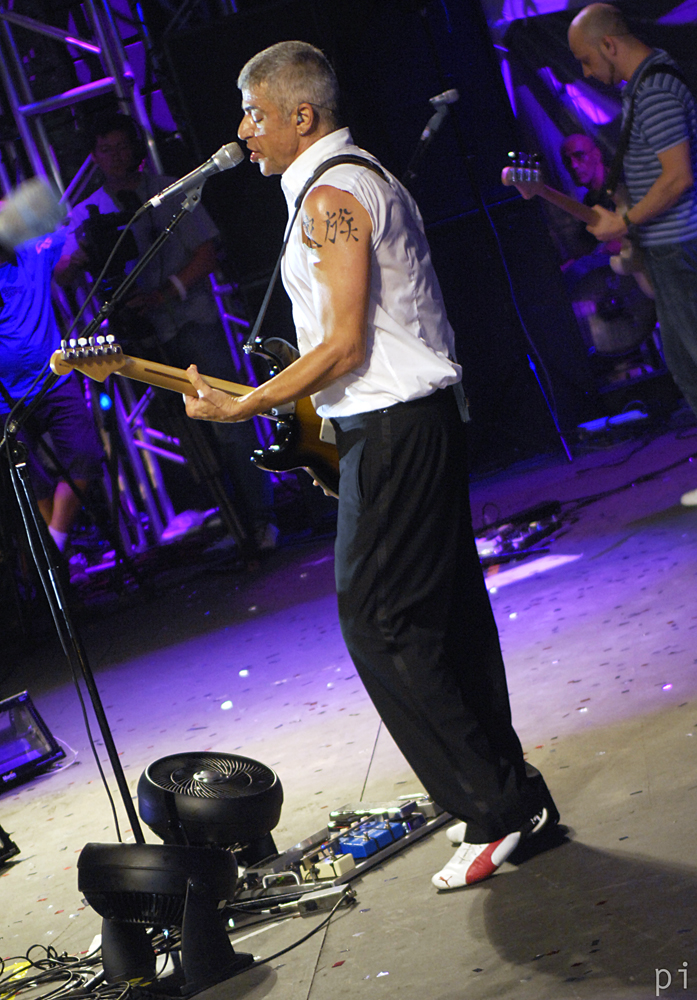
Lulu Santos.

Lulu Santos es el nombre artístico de Luiz Maurício Pragana dos Santos (Río de Janeiro, 4 de mayo de 1953) es un cantante y guitarrista brasileño.

## Carrera
Fue parte de la banda progresiva Vimana, luego dejó la banda y se embarcó en una carrera en solitario que produjo varios éxitos, como "Tesouros da Juventude" (un homenaje a John Lennon, escrito con Nelson Motta), "De Repente Califórnia", "Tempos modernos ", "Adivinha o quê", el gran éxito "Como uma Onda (Zen-surfismo)", otra asociación Lulu Santos/Nelson Motta y "Um certo alguém". El álbum de 1984 Tudo Azul trajo los éxitos "O último romântico" (cuyo arreglo instrumental se basaba en la canción de George Harrison "Greece", del álbum de 1982, Gone Troppo), "Certas coisas" y la pista del título.

## Como Creador de la Banda sonora deMalhação
Lulu Santos, fue el creador de la 1ª Banda sonora de la teleserie juvenil de la Rede Globo Malhação, denominada: "Assim caminha a humanidade", lanzado en 1994, que sonó en dicha serie entre 1995 y 1999.
En la fiesta de los 40 años de la Rede Globo, el elenco de Malhação del 2004/2005 celebró 10 años, con una versión propia de la canción de Lulu Santos.